# Френк Джервіс
Френк Ва́шингтон Дже́рвіс (англ. Frank Washington Jarvis; 31 серпня 1878 — 2 червня 1933) — американський легкоатлет, олімпійський чемпіон з бігу на 100 метрів.

## Біографія
Народився 31 серпня 1878 року в містечку Каліфорнія, штат Пенсільванія. Він був далеким родичем першого президента США Джорджа Вашингтона.
Навчаючись у Принстонському університеті, протягом трьох років виступав за студентську легкоатлетичну команду.
На літніх Олімпійських іграх 1900 року в Парижі (Франція) змагався у трьох видах легкоатлетичної програми: біг на 100 метрів, потрійний стрибок і потрійний стрибок з місця. У двох останніх дисциплінах не досяг значних успіхів. Натомість разом зі своїми земляками Артуром Даффі, Волтером Тьюксбері та австралійцем Стеном Ровлі змагався за чемпіонське звання у фінальному забігі на 100 метрів. Після того, як на половині дистанції Даффі потягнув м'яз і впав, Френк Джервіс переміг з результатом 11,0 сек.
По закінченню Олімпійських ігор здобув юридичну освіту в Піттсбурзькому університеті й займався адвокатською практикою.
Помер 2 червня 1933 року у містечку Сьюклі, штат Пенсільванія.